# أوليفييه داهان
أوليفييه داهان مخرج سينمائي فرنسي إخراج الكثير من الأفلام الفرنسية و حازت افلامه الكثير من الجوائز و حازة بي جائزة أفضل مخرج سينمائي و اشتهرة في فيلم الحياة الوردية من اجراجه و حازة بي فيلم بي عادة جوائز سينمائية و حازت ممثلة ماريون كوتيار بي جائزة الاوسكار الفنية

## افلامه سينمائية
الطفل الصغير
الرجل مات
الحياة امتحان
الحياة الوردية la mome

## روابط خارجية
- أوليفيه داهان على موقع IMDb (الإنجليزية)
- أوليفيه داهان على موقع ميتاكريتيك (الإنجليزية)
- أوليفيه داهان على موقع روتن توميتوز (الإنجليزية)
- أوليفيه داهان على موقع مونزينجر (الألمانية)
- أوليفيه داهان على موقع ألو سيني (الفرنسية)
- أوليفيه داهان على موقع أول موفي (الإنجليزية)
- أوليفيه داهان على موقع قاعدة بيانات الأفلام السويدية (السويدية)
- أوليفيه داهان على موقع قاعدة بيانات الفيلم (الإنجليزية)
- أوليفيه داهان على موقع كينوبويسك (الروسية)